# كتاب الصلوات اليومية
كتاب الصلوات اليومية (باللاتينية : breviarium) هو كتاب طقوسي يستخدم في المسيحية لصلاة الساعات القانونية، وعادة ما يُتلى في سبعة أوقات صلاة محددة.